# Svîrîdonivka, Novotroiițke
Svîrîdonivka (în ucraineană Свиридонівка) este un sat în comuna Dîvne din raionul Novotroiițke, regiunea Herson, Ucraina.

## Demografie
Componența lingvistică a localității Svîrîdonivka
     Ucraineană (100%)
Conform recensământului din 2001, toată populația localității Svîrîdonivka era vorbitoare de ucraineană (100%).